# Zanclotus
Zanclotus is een geslacht van insecten uit de familie van de dansvliegen (Empididae), die tot de orde tweevleugeligen (Diptera) behoort.

## Soort
- Z. dioktes Wilder, 1984